# San Fernando (métro de Madrid)
Pour les articles homonymes, voir San Fernando.
San Fernando est une station de la ligne 7 MetroEste du métro de Madrid, en Espagne. Elle est établie sous la place de la Fabrique-royale-de-Tissus, en face de la mairie de la commune de San Fernando de Henares.

## Situation sur le réseau
La station se situe entre La Rambla à l'ouest, en direction de Estadio Metropolitano, et Jarama à l'est, en direction de Hospital del Henares.  Située en zone tarifaire B1, elle fait partie du MetroEste, section orientale de la ligne 7.

## Histoire
La station est mise en service le 5 mai 2007, lors de l'ouverture du MetroEste entre Estadio Metropolitano et Henares.
Lors des travaux de construction, des restes des murs de l'ancienne fabrique royale de tissus ont été découverts ainsi que d'autres vestiges archéologiques.

## Services aux voyageurs

### Accueil
La station possède un accès équipé d'escaliers et d'escaliers mécaniques, ainsi qu'un second direct depuis l'extérieur par ascenseur.

### Intermodalité
La station est en correspondance avec les lignes d'autobus interurbains n°283, 287, 288, 289 et 822, exploitées par l'opérateur ETASA.